# Protein Information Resource
Le Protein Information Resource (ou PIR), est une banque de donnée bio-informatiques de séquences protéiques et d’outils d’analyse librement accessible à la communauté scientifique. PIR a été établi en 1984 par le National Biomedical Research Foundation afin d'assister les chercheurs dans l’identification et l’interprétation de leurs séquences protéiques, il est localisé à l’université de Georgetown aux États-Unis